# اسپریگ (نبراسکا)
اسپریگ(به انگلیسی: Sprague) شهری در ایالت نبراسکا کشور ایالات متحده آمریکا است که جمعیت آن در سرشماری سال ۲۰۱۰ میلادی، ۱۴۲ نفر بوده‌است.